# Pedro José del Real Daza
Pedro José del Real Daza (Petorca, 3 de diciembre de 1874 - 1946) fue un abogado, agricultor y político chileno, miembro del Partido Liberal (PL) y luego del Partido Radical (PR).

## Biografía

### Familia y estudios
Nació en el departamento de Petorca, el 3 de diciembre de 1874, hijo de José Pedro Real Salinas y Carolina Daza Vilches. Su hermano Julio Octavio, fue abogado (egresado en 1911); que ejerció como juez de Vichuquén 1918, ministro de la Corte de Apelaciones de Valparaíso en 1928; ministro de la Corte de Apelaciones de Santiago en 1931, y ministro de la Corte Suprema en 1949.
Se casó con Inés Gana Herrera (hija a su vez de Ignacio Gana Castro, marino que participó en el Guerra del Pacífico y Ermesinda Herrera Ovalle) y tuvieron seis hijos; Pedro, Inés, Eugenio, Luis Renato, Arturo Enrique y Gustavo.
Realizó su estudios superiores al ingresar a la Escuela de Derecho de la Universidad de Chile, egresando de abogado en el año 1897. El año antes de recibirse, había sido ya, elector de presidente.

### Vida laboral
Luego de haberse recibido, en 1898, se estableció en Iquique, donde desempeñó el cargo de procurador de la Corte de dicha ciudad.
En 1900 fue juez de Letras de Vallenar, y en 1901, primer alcalde de la provincia de Tacna, cuando esta provincia pertenecía a Chile; le correspondió actuar en la época del plebiscito. El presidente Pedro Montt, de quien fue partidario y admirador, lo nombró intendente de Tarapacá en 1906. En dicho cargo tuvo que resolver graves cuestiones obreras relacionadas con el gremio marítimo, que se había negado al embarque del salitre, pidiendo aumento de jornal.

### Trayectoria política
En 1912 fue elegido como regidor de la Municipalidad de Santiago, cuando era alcalde, Ismael Valdés Vergara.
Se dedicó también a la agricultura, en la zona poniente de Santiago; así contribuyó, en 1918, a la creación de la comuna de Barrancas, de la que fue su alcalde durante seis años.
En 1921 fue nombrado miembro de la «Junta Departamenrtal de Caminos de Santiago», de acuerdo a la Ley Vigente de Caminos; también se le nombró consejero de la «Asociación del Canal de Maipo».
Perteneció a la Alianza Liberal y fue luego miembro del Partido Radical. (PR); estos últimos, lo llevaron a la senaturía por Chiloé.
En las elecciones parlamentarias de 1924 fue elegido senador por Chiloé, por el período legislativo 1924-1930. En dicha ocasión fue senador reemplazante en la Comisión Permanente de Gobierno y Elecciones. Además fue autor de diversas leyes en materia económica. Debido a un golpe de Estado, el Congreso Nacional fue disuelto el 11 de septiembre de 1924, por decreto de la Junta de Gobierno, sin lograr concluir su periodo parlamentario.
Luego fue nombrado miembro de la Asamblea Constituyente de 1925; pero no tuvo participación activa en ella. En 1931 fue nombrado consejero de la Caja de Crédito Agrario en representación del gobierno; fue el último cargo público que desempeñó y por varios periodos.
Durante sus últimos quince años se dedicó a sus asuntos particulares, como fue la actividad agrícola, en su fundo Pudahuel y en Molina.
Falleció en el año 1946, a los 79 años de edad.